# Teni Aofiyebi
Tenidade Aofiyebi es una actriz y empresaria nigeriana. 

## Carrera
Protagonizó la telenovela Mirror in the Sun junto a Clarion Chukwuma entre 1984 y 1986. En 2003, protagonizó la serie de televisión For Better, For Worse. En 2005, protagonizó el thriller político Prince of the Savannah, dirigido por Bayo Awala. En 2013, protagonizó la comedia romántica Flower Girl, dirigida por Michelle Bello. Obtuvo un papel en la telenovela Royal Castle de 2015, con temas relacionados con la traición, engaño, corrupción y amor.
Aofiyebi lanzó el negocio de alquiler TKM Essentials en mayo de 2014. Los clientes principales incluyen planificadores de eventos y decoradores de interiores. En julio de 2014, se desempeñó como mentora empresarial para jóvenes emprendedores como parte de la iniciativa Mara Mentor. En 2019, fue jueza en un concurso de belleza para niñas sordas.

## Vida privada
Es tía de la actriz Funlola Aofiyebi-Raimi. Su familia la conforman sus gemelos y sus nietos.

## Filmografía parcial
- 1984-1986: Mirror in the Sun (serie de televisión)
- 1998: A Place Called Home (cortometraje)
- 2003: For Better, For Worse
- 2005: Prince of the Savannah
- 2013: Flower Girl
- 2015: Royal Castle (serie de televisión)